# Klara Rumjanova
Klára Michájlovna Rumjánova (ryska: Клара Михайловна Румянова) född 8 december 1929 i Leningrad i Sovjetunionen, död 18 september 2004 i Moskva i Ryssland, var en sovjetisk och rysk skådespelare. Hon hade en karakteristisk ljus röst och blev känd för sitt arbete som röstskådespelare i fler än trehundra sovjetiska animerade filmer.

## Biografi
Klara Rumjanova föddes den 8 december 1929 i Leningrad av Michail Romjanov och Anna Rumjanova. Fadern, som var militärkommissarie, dog under andra världskriget, när Klara var 12 år gammal. Klara själv genomlevde kriget genom att evakuera till staden Sjadrinsk i Tjeljabinsk oblast, där hon uppträdde på ett evakueringssjukhus inför de sårade.
Som tiondeklassare såg hon en film med Ljubov Orlova och bestämde sig för att bli skådespelerska. 1947 flyttade Klara till Moskva och kom in på VGIK vid första försöket, där hon utbildades av Sergej Gerasimov och Tamara Makarova. Under inträdesproven bestals hon på alla sina pengar; hon svalt i flera dagar och svimmade sedan under den sista omgången inför urvalskommittén. Gerasimov köpte sedan en chokladkaka till henne och gav henne varmt te och bröd.
I barndomen och tonåren hade Rumjanova en helt annan röst - en mycket låg altröst. Hon skaffade sig förmågan att tala med sin välkända barnsliga röst först under sina studentår efter en allvarlig sjukdom. Rumjanova, som alla studenter i VGIK, gick på konserter runt om i Moskva, och under en av dessa "turnéer" drog hon på sig en kraftig förkylning och insjuknade i lunginflammation. Hon dog nästan efter att ha legat på sjukhus i mer än en månad. Till slut gick lunginflammationen över, men den framtida skådespelerskan tappade rösten och hennes fortsatta studier på VGIK var i fara efter att ha skrivits ut från kliniken. Foniatern förklarade för henne att hon hade mycket ovanliga stämband och garanterade inte att hon skulle kunna sjunga normalt efter tillfrisknandet. I sex månader förbjöd Gerasimov studenten att tala även i en viskning, och de kommunicerade via anteckningar. När läkarna konstaterade att återhämtningsprocessen var framgångsrikt avslutad fann Rumjanova att hon nu kunde tala med en mycket hög, nästan barnslig röst. 1953 tog hon examen från VGIK och blev skådespelerska på en teaterstudio.
Rumjanova började skådespela i filmer som student — hennes filmdebut var som statist som en födande kvinna i filmen "Selskij vratj" (1951) av Gerasimov. Men framöver spelade skådespelerskan bara mindre roller eller statistroller och aldrig huvudrollen. Allt eftersom erbjöds Rumjanova färre och färre roller, och hon slutade praktiskt taget att skådespela. Anledningen till detta var förmodligen en konflikt med Ivan Pyrjev 1953, när han var generaldirektör för Mosfilm. Han erbjöd Rumjanova huvudrollen i en film, som han spelade in efter eget manus, "Trohetsprovet", men hon vägrade och sa att hon inte gillade vare sig rollen eller manuset, och att filmen enligt henne, var dömd att misslyckas. Ett år före sin död ringde Pyrjev Rumjanova och bad henne om ursäkt för sitt beteende.
Klara Rumjanova använde för första gången sin "barnsliga" röst som röstskådespelare i filmen "Selskij vratj", där hon spelade en födande kvinna. Medan scenen förbereddes somnade det "nyfödda" barnet. Först kunde de inte väcka honom på länge, men sedan visade det sig att det inte gick att få honom att gråta. Då anmälde sig Rumjanova frivilligt för att själv uttrycka scenen själv direkt på plats. Följaktligen spelades skådespelerskans röst in först, och sedan det gråtande barnet, men när filmen redigerades ansågs Rumjanovas version som den bästa. Efter det blev hon i hemlighet känd i hela Mosfilm som skådespelerskan som kan skrika med vilken barnröst som helst, vilket ledde till att hon, även innan filmen var färdiginspelad, blandade skådespeleri med dubbningsarbete, där hennes röst ofta spelade småbarn eller djurungar. Samtidigt började hon bli inbjuden till filmstudion Sojuzmultfilm, men Rumjanova avvisade dem och ansåg att hennes skådespelarpotential var för hög för att göra röster i tecknade serier. Men allt eftersom hon fick färre och färre roller i spelfilmer tvingades hon så småningom att gå med. Hennes debut inom animation var Tjudesnyj sad (1962). Gradvis, under denna period, började Rumjanova samarbeta mer och mer aktivt med Sojuzmultfilm, och som ett resultat, medan hon helt slutade vara med i spelfilmer, blev hon känd som röstskådespelerska och började spela in på radio och uppträda på scenen med barnsånger och romanser.
1990-talet blev en dålig tid för Rumjanova: först dog hennes mor, Anna Petrovna Rumjanova i mars 1990, sedan efter Sovjetunionens kollaps och den efterföljande ekonomiska krisen blev Rumjanova, liksom många andra skådespelare, mer och mer arbetslös, eftersom hon blev uppsagd på Filmskådespelarnas teater. Skådespelerskan deltog endast sporadiskt i inspelningar av ljudsagor och ljudkonserter, i produktionen av radiospel. Men även under denna period uppvisade hon stor förståelse - generaldirektören på studion VOX Records, Viktor Truchan, minns att Rumjanova av princip vägrade röstskådespela i reklamfilmer. Eftersom hon var arbetslös skrev hon flera pjäser istället och 2000 gav hon ut boken "Imja mne — zjensjtjina" (Имя мне — женщина, Mitt namn är kvinna), en samling pjäser skrivna av henne själv om betydande kvinnliga personer i rysk historia (Nadezjda Durova, Katarina Dasjkova, Jevdokija Rostoptjina), för vilken hon mottog den gyllene Pusjkin-medaljen. Rumjanova flyttade allt eftersom bort från alla vänner och bekanta. Hon talade också negativt om Gorbatjovs perestrojka, Sovjetunionens upplösning och president Jeltsins politik, fram till slutet av sitt liv förblev hon en stark anhängare av kommunismen.

### Sjukdom och död
Under de sista åren av sitt liv utvecklade Rumjanova bröstcancer, men vägrade använda offentliga medel och behandlades på egen hand. Som ett resultat ledde cancern till att hennes hjärta försvagades. 1999 drabbades hon av atria mortis, hon genomgick en bypassoperation och efter operationen tog hon medicin, varifrån hennes hälsa sedan försämrades. Under det sista året av sitt liv levde hon under överseende hos den tidigare skådespelerskan Olga Gobzeva, som skickade skyddsnunnor till hennes hus. Fyra dagar före sin död gick Rumjanova upp mitt i natten, svimmade och låg kvar på golvet fram till morgonen - då en sjuksköterska kom, vilket ledde till att hon drog på sig lunginflammation. Detta berövade henne hennes sista krafter.
Klara Rumjanova dog helt ensam natten till den 18 september 2004, bara tre månader före sin 75-årsdag. Hon lämnade inget testamente, men generaldirektören för Skådespelarnas riksförbund i Ryssland Valerija Gusjtjina, som var inblandad i hennes begravning, hittade en lapp bland den avlidnes saker. I den bad Rumjanova att få begrava sin aska i ett kolumbarium på Donskoj-kyrkogården, eftersom hennes mamma också var begravd där. Vid begravningen var, förutom Gusjtjina, bara skådespelaren Nikolaj Burljajev närvarande. 

### Familj
Rumjanova gifte sig för första gången vid 16 års ålder med Leonid, en ung pianist. Äktenskapet varade i tre månader och bröts sedan när Rumjanova var på väg att antas till VGIK. Maken ställde ett villkor: han eller biografen, varefter Rumjanova bröt all kontakt med honom. Då var hon redan två månader gravid, och eftersom aborter under den här tiden var förbjudna i Sovjetunionen, gjorde Rumjanova i hemlighet en olaglig abort vilket gjorde henne steril.
Under hennes första år på VGIK blev hennes klasskamrat Nikolaj Rybnikov förälskad i Rumjanova, men Rumjanova besvarade inte hans känslor. När Rybnikov gav henne en guldklocka slog hon honom i ansiktet och Rybnikov kastade klockan ut genom fönstret. Denna passage från skådespelarens liv blev senare grunden för ett av avsnitten i filmen "Devtjata". Hon ångrade sitt beteende först när Rybnikov drabbades av en mikrostroke två år före sin död.
Rumjanovas andra make var skådespelaren Anatolij Tjemodurov, känd för rollen som Sergej Levasjov i filmen "Det unga gardet". Efter bröllopet bestämde sig Tjemodurovs vän Sergej Bondartjuk för att ge en gåva till den unga skådespelerskan och erbjöd henne rollen som prinsessan Marja i filmen "Krig och fred" (1967). Rumjanova började repetera, men missa flera repetitioner eller kom flera timmar försent, bråkade med regissören och sminkörerna. På grund av Rumjanovas oförskämda beteende ersatte Bondartjuk henne med Antonina Sjuranova.
På 1960-talet började Rumjanova aktivt samarbeta med Sojuzmultfilm, medan Tjemodurov blev arbetslös och började dricka. Rumjanova fick rädda honom från polisstationer och behandla hans alkoholmissbruk, och 1973 skilde de sig. Rumjanova lämnade sin man en lägenhet, bil, möbler.
Rumjanovas tredje make var en sjökapten, äktenskapet varade mindre än fem år. Och därefter levde hon frånskild fram till sin död.

## Filmroller
- 1951 — Selskij vratj — Lena Zujeva, Zjenja Strukovs fru
- 1956 — Oni byli pervymi — Varja, Kuzmas vän
- 1957 — Tjetvero — sjuksköterska
- 1958 — Zjenich s togo sveta — sjuksköterskan Klavotjka
- 1960 — Russkij suvenir — statist (okrediterad)
- 1960 — Uppståndelse — Vera Jefremovna Bogoduchovskaja
- 1961 — Zjizn snatjala — Zoja, Ljolis klasskamrat
- 1962 — Bez stracha i uprjoka — arbetare på posten (okrediterad)
- 1965 — Vremja vperjod! — Lusjka, en arbetare i Chanumovs betongteam
- 1965 — Oni ne projdut
- 1965 — Zvonjat, otkrojte dver — läraren Klara Michajlovna (okrediterad)
- 1970 — Chutorok v stepi — Pavlovskaja
- 1971 — 12 stolar — mamma Katerina, pappa Fjodors fru
- 1975 — Ne mozjet byt! — blondin i ljusgrönt som lyssnar på låten "Svarta hästskon" (okrediterad)
- 1976 — Hur tsar Peter gifte bort sin morian — Gavril Rtisjtjevs fru
- 1979 — Kraschlandning — passagerare med barn
- 1983 — ...S utjastijem Klary Rumjanovoj (konsertfilm) - cameo
- 1984 — Osoboje podrazdelenije — artist
- 1984 — Mjortvyje dusji — Tjitjikovs mamma
- 1988 — Aelita, ne pristavaj k muzjtjinam — arbetare med kemistfabrik (okrediterad)
- 1988 — Vernymi ostanemsia (USSR, Östtyskland, Ungern, NRB, Tjeckoslovakien, Polen, Spanien)

## Röstskådespeleri

### Tecknade filmer (urval)
- 1961 — Kto samyj glavnyj — ldina (okrediterad)
- 1962 — Vildsvanarna — flicka
- 1963 — Katten som trodde den var en tiger — kyckling
- 1964 — Djadja stiopa — militsioner — diverse roller
- 1964 — Zjizn i stradanija Ivana Semjonova — elven Vanja Semjonov
- 1964 — Ljagusjonok isjtjet papu — gräshoppa
- 1964 — Mozjna i nelzia — pojken Kolja
- 1964 — Petuch i kraski — kyckling / rävungar / gula färgen
- 1965 — Vovka v Tridevjatom tsarstve — Vasilisa den kloka / den gyllene fisken / sång
- 1965 — Gorjatjij kamen — flicka med lie
- 1965 — Prikljutjenija zapjatoj i totjki — Zapjataja
- 1965 — Rikki-Tikki-Tavi — Rikki-Tikki-Tavi
- 1966 — Medvezjonok i tot, kto zjivjot v retjke — björnunge
- 1967 — Gora dinozavrov — bäbis-dinosaurie
- 1967 — Pesenka mysjonka — mus
- 1968 — Kot v sapogach — prinsessan
- 1968 — Lillebror och Karlsson — Lillebror
- 1969 — Julgubben och sommaren — kanin
- 1969 — Krokodilen Gena — Drutten / kattunge
- 1969 — Vänta bara! (avsnitt 1) — kaninen
- 1969 — Umka — pojke
- 1970 — Karlsson är tillbaka — Lillebror
- 1970 — Spöket på Canterville — Virginia
- 1970 — Vänta bara! (avsnitt 2) — kaninen
- 1970 — En Söt saga — drakunge
- 1971 — Hur den lilla åsnan lyckan sökte — åsna / småfågel
- 1971 — Vänta bara! (avsnitt 3-4) — kaninen
- 1971 — Drutten — Drutten
- 1972 — Vänta bara! (avsnitt 5) — kaninen
- 1973 — Vänta bara! (avsnitt 6-7) — kaninen
- 1973 — Volsjebnik Izumrudnogo goroda — Elli
- 1974 — Krosjka Jenot — get / åsna
- 1974 — Vänta bara! — kaninen
- 1974 — Shapp och Klack — Drutten
- 1974 — En säck äpplen — get (okrediterad)
- 1976 — Vänta bara! (avsnitt 9-10) — kaninen
- 1976 — Osminozjki — bläckfisken
- 1977 — Neznajka v Solnetjnom gorode — Pjostrenkij / Listik
- 1977 — Vänta bara! (avsnitt 11-12)— kaninen
- 1978 — En present till den svage — kaninen
- 1980 — Novogodneje prikljutjenije — diverse roller
- 1980 — Vänta bara! (avsnitt 13) — kaninen
- 1981 — Zimnjaja skazka — igelkott
- 1981 — Mama dlja mamontionka — mammutunge
- 1981 — Moroz Ivanovitj — Malasja, lata systern
- 1982 — Zjivaja igrusjka — flicka
- 1983 — Pingvinjonok — pingvinunge / björnunge
- 1983 — Drutten i skolan — Drutten
- 1984 — Vänta bara! (avsnitt 14-15) — kaninen
- 1985 — KOAPP. Sonnoje tsarstvo — Sonja
- 1986 — Välkommen upp — Soroka
- 1986 — Vänta bara! (avsnitt 16) — kaninen
- 1986 — Den listiga tuppen — gamling
- 1988 — Den gråa björnen
- 1993 — Vänta bara! (avsnitt 17) — kaninen
- 1994 — Vänta bara! (avsnitt 18) — kaninen
- 2002 — Utro popugaja Kesji — kråka

### Sovjetiska spelfilmer
- 1951 — Selskij vratj — unge
- 1954 — Strekoza — Tamriko
- 1955 — Vesennije zamorozki — Lijena
- 1956 — Nasj dvor — polisens son
- 1961 — A jesli eto ljubov? — flicka med ballong
- 1963 — Menja zovut Kozja — Kozjas klasskamrat, pojke i jurta
- 1964 — Nol tri — kvinna på akuten
- 1964 — Zeljonyj ogonjok — flickan Ljusia
- 1965 — Metjta moja — Preskovjas barnbarn / Nartaj, Asanovs barnbarn
- 1965 — Zdrastvuj, eto ja! — Alka, Ponomarjovs son
- 1966 — Wings — flicka på gatan
- 1966 — Korolevskaja regata — kranförare på hamnen
- 1966 — Yttersta domen — furstens barn
- 1966 — Fitil nr. 45 — pojke
- 1967 — Anna Karenina — Serjozja
- 1967 — Vij eller Prästseminariets likvaka — Pannotjka
- 1967 — Fokusnik — pojke
- 1967 — Dubravka — Serjozjka
- 1967 — Fitil nr. 57 — barn
- 1968 — Vremena goda (filmalmanacka) — barn
- 1968 — Skazy uralskich gor (dokumentär) — Fedjunka
- 1968 — Brilliantovaja ruka — Gorbunkovyjs dotter
- 1969 — Arsen — pojke
- 1969 — Vals — pojke
- 1969 — V derevnje Zagadkino — Aljona
- 1969 — Zoloto — son i huset, bonddotter
- 1969 — Varvara-krasa, dlinnaja kosa — färjebjörnen / Varvara som ekorre
- 1970 — Gorodskoj romans — Anetjka
- 1970 — Prikljutjenija zjoltogo tjemodantjika — Tomas sång
- 1971 — Malenkaja ispoved — Sauljukas
- 1972 — Otjkarik (kortfilm) — Bermens flicka
- 1972 — Net dyma bez ognja — Gozel
- 1972 — Nezjdannyj gost — lilla Jura
- 1973 — Dela serdetjnyje — Maskim
- 1973 — Zemlja Sannikova — liten onkilon
- 1975 — Prikljutjenija Buratino — snigel
- 1976 — Mama — getungen Mitiaj
- 1977 — Volsjebnyj golos Dzjelsomino — Kosjka-Chormonozjka
- 1977 — Kogda nastupajet sentiabr — Kondrikov Levontjik
- 1978 — Sdajotsia kvartira s rebjonkom — sångröst
- 1979 — Kraschlandning — Alik, Nenarokovs son
- 2001 — Tjerez ternii k zvjozdam (restaurerad version) — Glasja

### Dubbning av utländska filmer
- 1981 — Maria och Mirabella (1981) — Omide[6]

## Utmärkelser
- Förtjänstfull konstnär i Ryska SFSR (1979)

## Eftermäle
Skådespelerskans kreativitet och minne har tillägnats dokumentärer och TV-program:
- Klara Rumjanova. V mire mnogo skazok grustnych i smesjnych (Pervyj Kanal, 2010)[7]
- Klara Rumjanova. Poslednij den (Zvezda, 2020)[8]